# Athripsodes bergensis
Athripsodes bergensis är en nattsländeart som beskrevs av Scott 1958. Athripsodes bergensis ingår i släktet Athripsodes och familjen långhornssländor. Inga underarter finns listade i Catalogue of Life.